# サイクロン・オーソン
サイクロン・オーソン（Cyclone Orson）は、1989年に発生したオーストラリアのサイクロンである。

## 概要

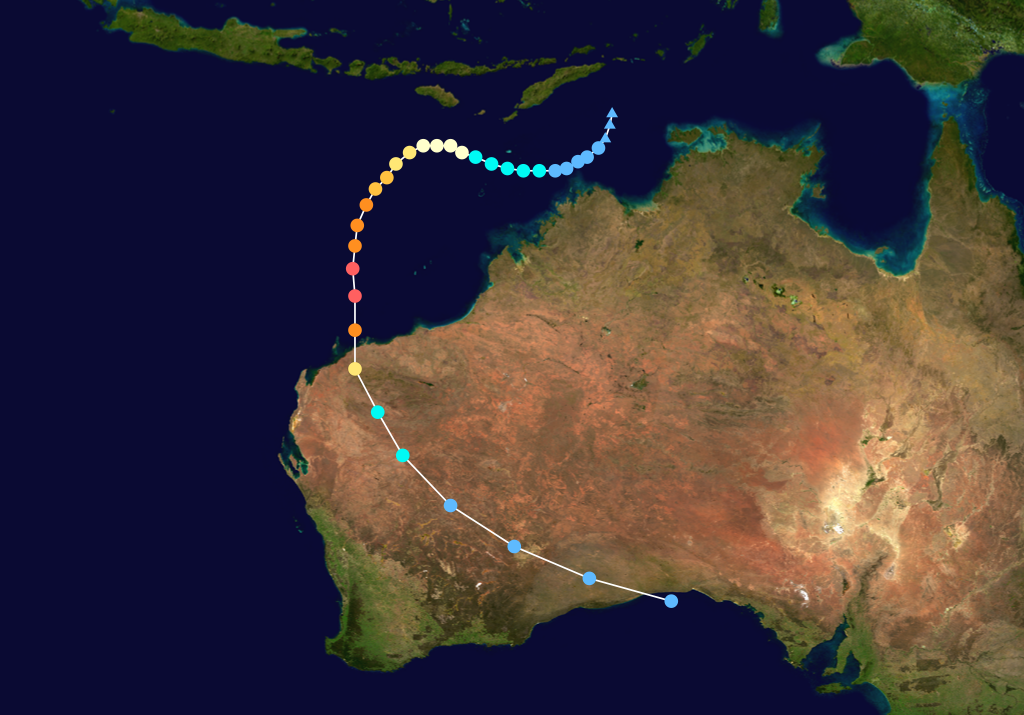
進路図

1989年4月17日にオーストラリアの南西で発生し、オーストラリア大陸を縦断後、4月24日にオーストラリア北西で消滅した。このサイクロンは1989年のインフレで2000万豪ドルの被害が出た。